# Partido di Benito Juárez
Il partido di Benito Juárez è un dipartimento (partido) dell'Argentina facente parte della Provincia di Buenos Aires. Il capoluogo è Benito Juárez.
Secondo il censimento del 2001 il partido contava una popolazione di 19.443 abitanti, con una diminuzione del 4,45% rispetto al censimento del 1991.
Il partido comprende le seguenti località principali:
- Benito Juárez (13.868 ab. nel 2001)[2]
- Villa Cacique (2.013 ab.)
- Barker (1.225 ab.)
- Estación López (163 ab.)
- Tedín Uriburu (158 ab.)